# 江西堇菜
江西堇菜（学名：Viola kiangsiensis）为堇菜科堇菜属的植物，为中国的特有植物。分布在中国大陆的海南、湖南、广东、江西、广西等地，生长于海拔600米至1,000米的地区，多生长在山地密林下溪边及林缘，目前尚未由人工引种栽培。